# Vikentije
Vikentije (kyrillisch: Викентије) ein männlicher Vorname, der überwiegend bei Serben verbreitet ist.

## Herkunft
Der Name Vikentije kommt von dem altgriechischen Namen Vikentios, der wiederum von dem lateinischen Wort vinco für Sieger weitergeleitet wird.

## Varianten
Aus Vikentije gehen folgende Namen hervor:
Vikentios, Vinka (weibl.), Vinko, Vićentije

## Namensträger
Vikentios Damodos, war ein griechischer  Jurist und Physiker